# 瀨戶站
瀨戶站（日语：／ Seto eki */?）是位於日本岡山縣赤磐郡瀨戶町瀨戶，數屬西日本旅客鐵道（JR西日本）山陽本線的火車站。本站只有普快車在此停，靠附崎近有2所高中，早晚利用的旅客較多，有不少山陽本線的列車於本站折返。

## 車站構造
本站為側式月台1面1線與島式月台1面2線，合計2面3線的地面車站。

### 月台配置
| 月台 | 路線     | 方向 | 目的地         | 備註                          |
| ---- | -------- | ---- | -------------- | ----------------------------- |
| 1    | 山陽本線 | 上行 | 和氣、姬路方向 | 和氣、姬路方向                |
| 2、3 | 山陽本線 | 下行 | 岡山、三原方向 | 2號月台只限此站始發、待避列車 |

## 車站周邊
- 瀨戶町役場
- LAWSON
- 備前瀨戶郵局
- 赤磐警察署
- 中國銀行
- 番茄銀行
- おかやま信用金庫
- 岡山縣立瀨戶高等學校
- 岡山縣道37號西大寺山陽線
- 岡山縣道、兵庫縣道96號岡山赤穂線
- 岡山縣道178號瀨戶停車場線

### 巴士
- 宇野自動車

## 历史
- 1891年（明治24年）3月18日 開業。

## 相鄰車站
西日本旅客鐵道
 山陽本線
萬富－瀨戶－上道

## 關連項目
- 日本鐵路車站列表

## 外部連結
JR西日本（瀬戶站） （页面存档备份，存于）